# In the Name of Love (песня Моники Кушиньской)
«In the Name of Love» (рус. Во имя любви) — песня польской певицы Моники Кушиньской, представлявшая страну на музыкальном конкурсе Евровидение 2015. Сингл вышел в цифровом формате 9 марта 2015 года. Авторами песни являются сама Моника Кушиньская и её муж, Якуб Рачиньский. Версия песни на польском языке получила название «Obudź się i żyj» (рус. Проснись и живи).
Премьера видеоклипа состоялась также 9 марта. В видео были использованы фото певицы до 2006 года и аварии, в результате которой она была парализована и прикована к инвалидной коляске. В тексте песни также отражена тема преодоления и взаимодействия с миром для инвалидов. За 24 часа после выхода видеоклип набрал 600 000 просмотров. Песня была исполнена во втором полуфинале конкурса «Евровидение-2015» под номером 17. По результатам голосования телезрителей и жюри, песня вошла в десятку лучших и вышла в финал, где заняла 23 место.

## Список композиций
| №  | Название              | Длительность |
| -- | --------------------- | ------------ |
| 1. | «In the Name of Love» | 2:56         |